# 市営交通資料センター

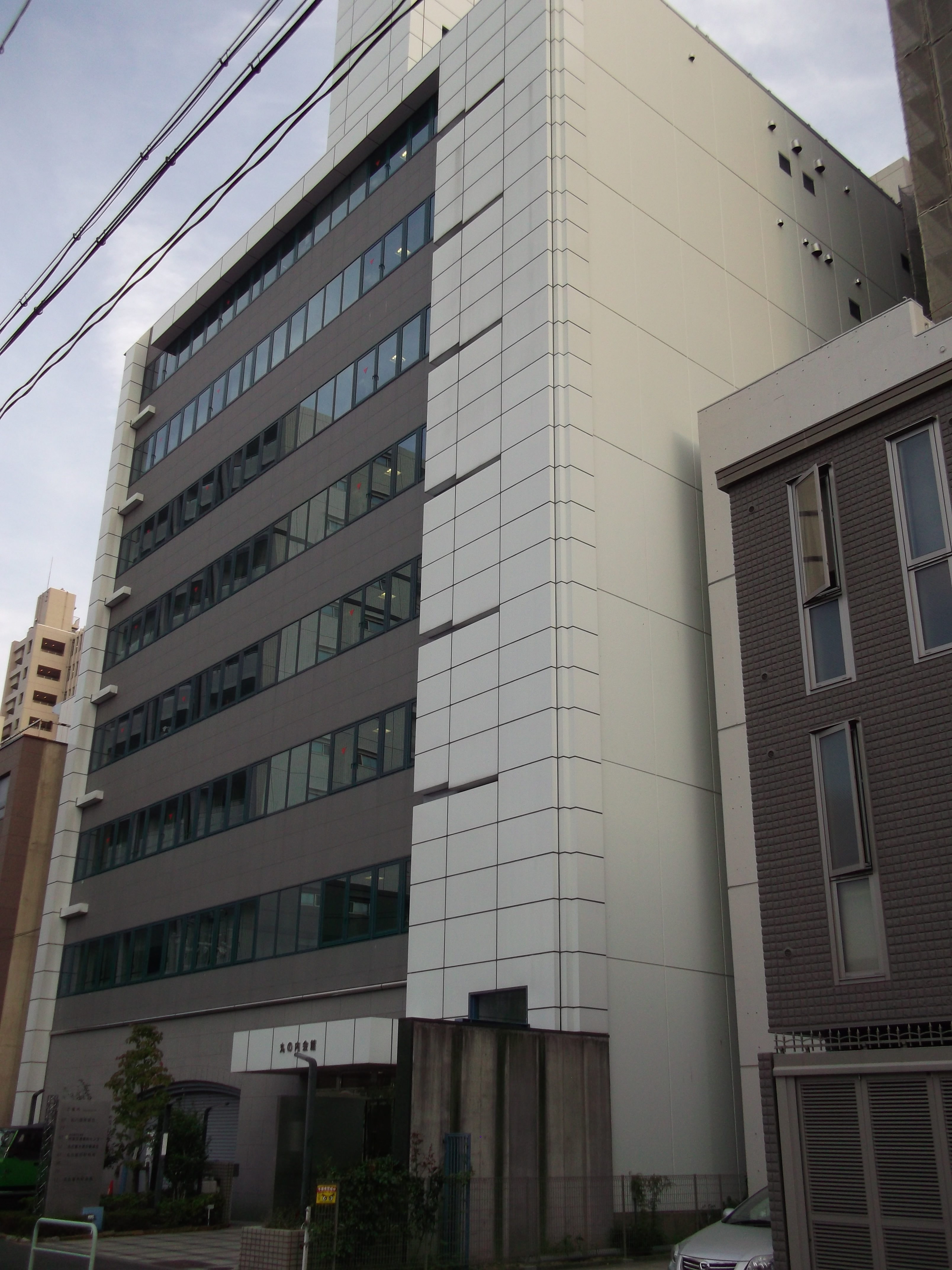
丸の内会館（2014年9月）

市営交通資料センター（しえいこうつうしりょうセンター）は、かつて愛知県名古屋市中区丸の内にあった名古屋市交通局が運営する施設である。交通局の資料の展示・販売などを行っており、ジオラマや鉄道運転シミュレータもあった。

## 概要
市営交通資料センターは名古屋都心にある丸の内会館の6階にあり、名古屋市交通局（地下鉄・市バス）の資料を展示していた。また、交通局オリジナルのアクセサリーやチョロQ、ピンバッジ、鉄道運転ゲーム「とことん地下鉄!!大名古屋」、かつて発行された記念乗車券などを販売していた（なお、これらの商品については通信販売も行っている）。
館内には鉄道運転シミュレータ（鶴舞線用車両：3050形、教習訓練用を転用）や入場記念カード発行機、ジオラマ（実際の地下鉄の車両（名城線用車両：1000形）で使われたコントローラーで模型車両を操作可能）、ビデオコーナー、バスデザインコーナー、Q&Aコーナー（クイズ）などがあった。また資料については名古屋市交通局関係の他、各鉄道事業者の社史、鉄道雑誌など書籍関係も充実していた。
令和7年3月31日に閉館した。閉館後は交通局の資料収集施設となる。

## 所在地
- 愛知県名古屋市中区丸の内三丁目10-4 （丸の内会館6階）

## 開館時間・休館日
- 開館時間：午前10時〜午後5時
- 入場無料
- 休館日：毎週水曜日、年末年始

## アクセス
- 名古屋市営地下鉄名城線・桜通線 久屋大通駅1番出口より徒歩で約10分。
- 名古屋市営バス 「大津橋」または「大津通」バス停から徒歩で約5分。